# Niels Kurvin

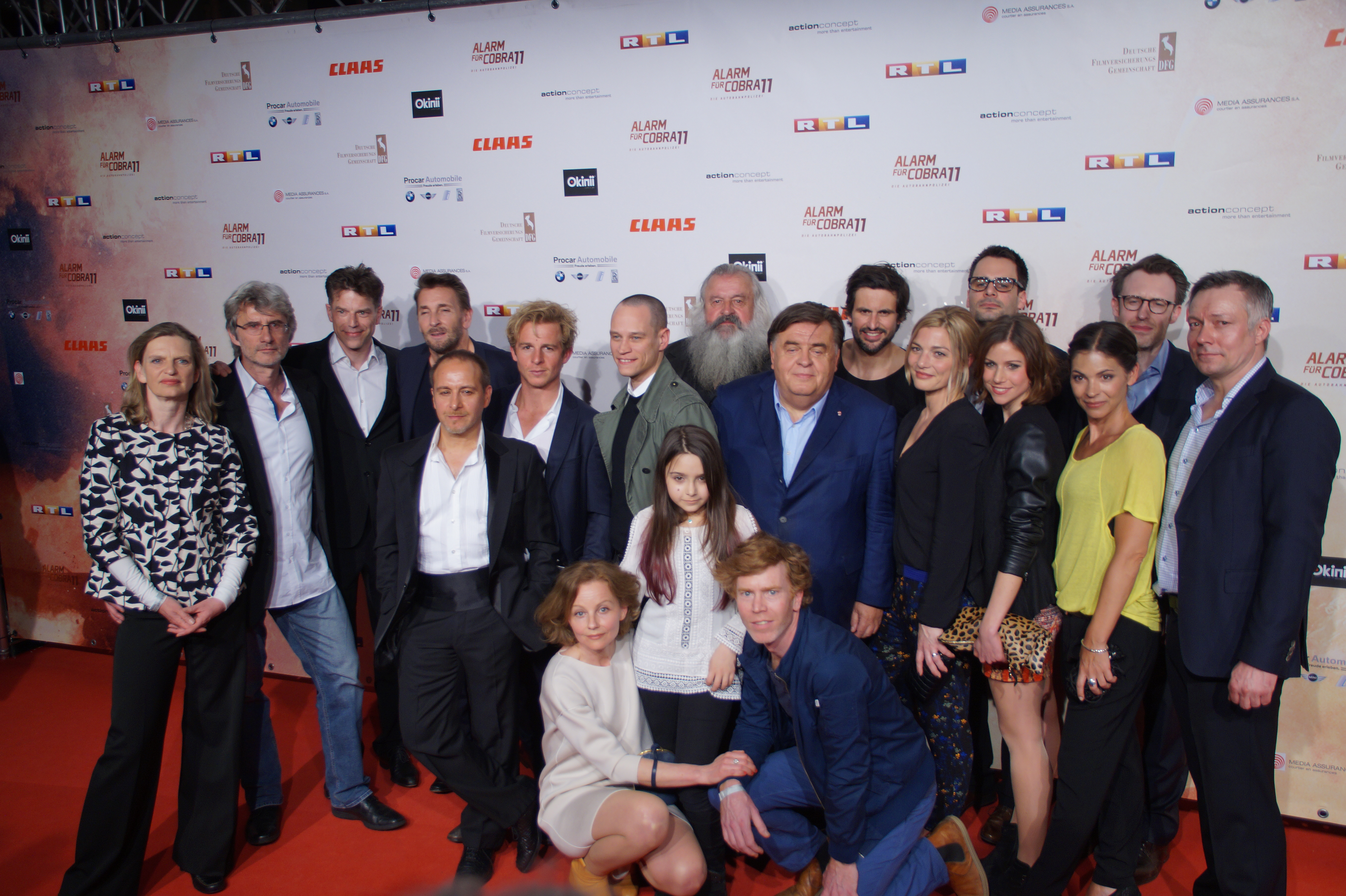
Niels Kurvin (vorne rechts hockend)

Niels Kurvin (* 1975 in München) ist ein deutscher Regisseur und Schauspieler.

## Leben
Kurvin schloss im Jahr 2000 sein Schauspielstudium an der Hochschule für Musik und Theater „Felix Mendelssohn Bartholdy“ Leipzig ab./Es folgte ein dreijähriges schauspielerisches Engagement am Theater Aachen. Neben seiner schauspielerischen Tätigkeit übernahm Kurvin auch die Leitung des Aachener Theaterjugendclub und wurde im Zuge dessen erstmals als Regisseur tätig.
Nach weiteren Schauspiel- und Regiearbeiten in Berlin und Tübingen übernahm er die Rolle als KTU-Spezialist Hartmut Freund in der Actionserie Alarm für Cobra 11, die er in über 200 Folgen verkörpert hat (erster Auftritt: 2003, Episode: „Feuertaufe“).
Er spielte in der Serie Julia – Wege zum Glück den Drogendealer Kevin, hatte Gastauftritte bei SOKO Köln, Inga Lindström sowie anderen deutschen Fernsehformaten und wirkte auch in englischsprachigen Spielfilmen mit.
Bei der Wahl zum Berliner Abgeordnetenhaus im Jahre 2011 kandidierte er erfolglos für die Bergpartei, die Überpartei. Kurvin betreibt eine Praxis als Hypnosetherapeut in Berlin.

## Filmografie (Auswahl)
- 2022: Kolleginnen – Abgetaucht
- 2003–2019: Alarm für Cobra 11 – Die Autobahnpolizei
- 2010: Headhunter: The Assessment Weekend
- 2008: Inga Lindström: Sommer in Norrsunda
- 2006/2007:
  - Ausgeliefert! Jagd durch Berlin
  - Virus Undead
  - SOKO Köln
  - Julia – Wege zum Glück
- 2005: Hallo Robbie!